# Каве ди Мајано (Фиренца)
Каве ди Мајано је насеље у Италији у округу Фиренца, региону Тоскана.
Према процени из 2011. у насељу је живело 38 становника. Насеље се налази на надморској висини од 196 м.